# Jaga Jazzist
 (décembre 2017).
Si vous disposez d'ouvrages ou d'articles de référence ou si vous connaissez des sites web de qualité traitant du thème abordé ici, merci de compléter l'article en donnant les références utiles à sa vérifiabilité et en les liant à la section « Notes et références ».
Jaga Jazzist est une formation norvégienne de dix musiciens évoluant depuis 1994. Se situant entre le jazz et le trip hop, le groupe est salué par l'ensemble de la presse spécialisée. Plusieurs membres font également partie de The National Bank. Le groupe est produit par les labels Ninja Tune et Smalltown Supersound.
De nombreux critiques considèrent Jaga Jazzist comme les précurseurs du mouvement scandinave nu jazz. Dans leur album de 2005, What We Must, le groupe avait tronqué son nom en Jaga, mais cela n'était que temporaire.
Sur la tournée de One Armed Bandit en 2010, le groupe était composé de 9 musiciens. Aujourd'hui, le groupe n'en comporte plus que 8.

## Origines
Ce sont les frères Lars et Martin Horntveth qui forment le noyau du groupe, créé en 1994.

## Influences
Les membres citent régulièrement des groupes et artistes comme Talk Talk, Soft Machine, John Coltrane, Don Cherry, Aphex Twin, Stereolab, Squarepusher et Tortoise.
Dans leur dernier album aux élans plus rock, Jaga Jazzist fait des références aux westerns d'Ennio Morricone et aux films de Lars von Trier.

## Discographie
- 1998 Magazine (EP) - Ninja Tune
- 2002 A living Room Hush (Album) - CD et Vinyl - Ninja Tune / Smalltown Supersound (réédition)
- 2003 The Stix (Album) - CD et Vinyl - Ninja Tune / Smalltown Supersound (réédition)
- 2004 Magazine (Album) - Réédité chez Smalltown Supersound
- 2005 What We Must (Album) et What We Must spydeberg mix - CD et Vinyl - Ninja Tune / Smalltown Supersound
- 2010 One-Armed Bandit - CD et Vinyl - Ninja Tune
- 2013 Live with britten sinfonia - CD et Vinyl - Ninja Tune
- 2015 Starfire - CD et Vinyl - Ninja Tune
- 2020 Pyramid - CD et Vinyl - (Brainfeeder)

Collaboration
2003 In the Fishtank LP - Konkurrent - avec Motorpsycho